# SAP Solution Manager
Bei dem SAP Solution Manager handelt es sich um eine Sammlung von Werkzeugen, Inhalten und Services, die von der SAP zur Unterstützung der Einführung und des späteren Betriebs ihrer Unternehmensapplikationen angeboten wird.
SAP Solution Manager:
- Werkzeuge: sie unterstützen den Endanwender bei der Betreuung von Lösungen zum Beispiel bei der Verwaltung von Änderungen, beim zentralen Monitoring oder das Service Desk.
- Inhalte: sie enthalten Beispiele mit Lösungen und Methoden zur Vorlage für die Unternehmen. Zum Beispiel: Roadmaps für Implementierungs- und Upgrade-Projekte, Vorlagen für den Ablauf von Geschäftsprozessen oder Beschreibung des Vorgehens bei Aufgaben der IT-Organisation.
- Services: es werden von SAP Solution Manager viele Services angeboten. Beispielsweise stellt Service Business Process Management einen reibungslosen Ablauf eines unternehmenskritischen Geschäftsprozesses sicher. Als weiteres Beispiel der diversen Funktionalitäten des Solution Managers können verschiedene Arten von Verzeichnisdiensten genannt werden.

## Überblick
Die Software ist für SAP-Kunden in den meisten Fällen lizenzkostenfrei. Mit Hilfe dieser Werkzeuge werden Projektinformationen, Monitoring-Daten, Probleme, Ereignisse und Änderungen verwaltet. Darüber hinaus dient der Solution Manager als Gateway in die Kundeninfrastruktur (insbesondere in den SAP NetWeaver), damit das Support Desk der SAP Tickets und weitere Daten mit der Kundeninfrastruktur austauschen kann. Diese Werkzeuge sind in die bei den meisten Kunden vorhandene SAP-Infrastruktur integriert.
Die Funktionen der Werkzeugsammlung können überwiegend den Software-Lebenszyklusphasen (ITIL Application Lifecycle Management Standard) „Einführung“ und „Betrieb“ der SAP-Software-Produkte beim Endkunden zugeordnet werden.

## Einführungsunterstützung
Hierfür bietet der Solution Manager vordefinierte Roadmaps für verschiedene Projekttypen an. Diese beinhalten im Wesentlichen einen Meilensteinplan (typischerweise Projektvorbereitung, Business Blue-Print, Realisierung, Abschlussarbeiten mit Going-Live und After-Life Support), der für verschiedene Einführungsvorhaben angepasst werden kann. Darüber hinaus existieren Dokumentationsfeatures für Anforderungen, Spezifikationen und Testfälle sowie Unterstützungen bei der Erstellung von Endbenutzerschulungen für die kundenspezifischen Geschäftsprozesse.

## Betriebsunterstützung
Für die Flankierung des operativen Betriebs der SAP-Software bei den SAP-Endkunden liefert der Solution Manager Monitoring- und Verwaltungsfunktionen auf Infrastrukturebene. Hierfür bietet der Solution Manager zwei Möglichkeiten:
- System-Monitoring über die einzelnen Infrastrukturkomponenten (wie z. B. SAP Systeme), oder
- Geschäftsprozess-Monitoring mit den einzelnen Geschäftsprozessschritten als Einstiegspunkte.

Bei beiden Möglichkeiten werden dieselben Überwachungsobjekte (z. B. ALE-Verbindungen oder Stapelverarbeitungen) verwendet.
Eine weitere Unterstützung des Betriebs erfolgt durch eine Verwaltung der fachlichen Änderungsanträge. Solche Feature-Requests fallen im laufenden Betrieb bei SAP-Endkunden ständig an, da sich die Umwelt einer Standardsoftware wie SAP ständig ändert und weiterentwickelt. Dieses kann sich in einem fortlaufenden Tailoring der SAP-Anwendungen durch die Endkunden-IT-Abteilungen niederschlagen und erfolgt vorzugsweise durch Tabellenparametrisierung („Customizing“) aber auch durch ABAP-Entwicklungen im Kundennamensraum. Die Verwaltung dieser Änderungsanträge ist im Solution-Manager durch einen fix vordefinierten, in engen Grenzen anpassbaren IT-Workflow möglich. Der Workflow hat eine Schnittstelle zur Softwareverteilung über das SAP-Change- und Transport-Management-System (SAP TMS), die in einfachen SAP-Systemumgebungen eine Distribution des Tailorings in die Test- und Produktivräume unterstützt.
Darüber hinaus erleichtert der Solution Manager die Bestellung von zum Teil standardisierten SAP-Services wie z. B. Remote-Diagnose oder Vor-Ort-Beratung.

## Technische Informationen
Der SAP Solution Manager stand bis zur Version 7.1 auf allen von SAP freigegebenen Plattformen (Betriebssysteme und Datenbanken) als Dual-Stack-Installation zur Verfügung. Ab der Version 7.2 sind ABAP-Instanz und JAVA-Instanz getrennt, müssen aber beide installiert und betrieben werden. Ab Version 7.2 kann auch SAP HANA als Datenbank genutzt werden.
Er basiert auf dem SAP NetWeaver Application Server ABAP und JAVA.